# Max Meier
Max Meier (Zúrich, 25 de mayo de 1926-Zúrich, 2 de octubre de 2016) fue un deportista suizo que compitió en ciclismo en la modalidad de pista. Ganó una medalla de bronce en el Campeonato Mundial de Ciclismo en Pista de 1961, en la prueba de medio fondo.

## Medallero internacional
| Campeonato Mundial | Campeonato Mundial | Campeonato Mundial | Campeonato Mundial |
| Año                | Lugar              | Medalla            | Competición        |
| ------------------ | ------------------ | ------------------ | ------------------ |
| 1961               | Zúrich ( Suiza)    | Medalla de bronce  | Medio fondo (P)    |